# NASA Astronaut Group 22

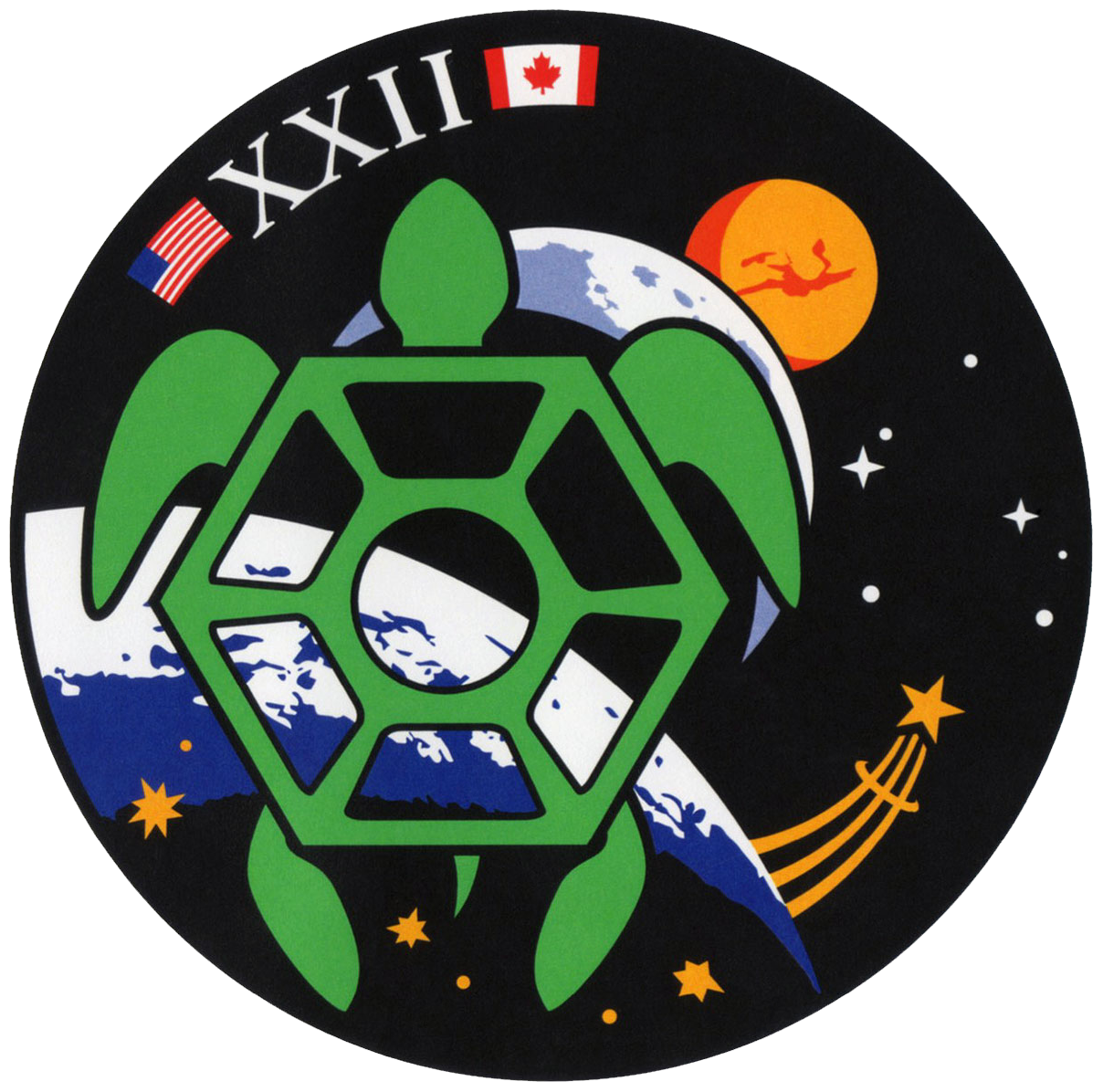
Lo stemma del Gruppo

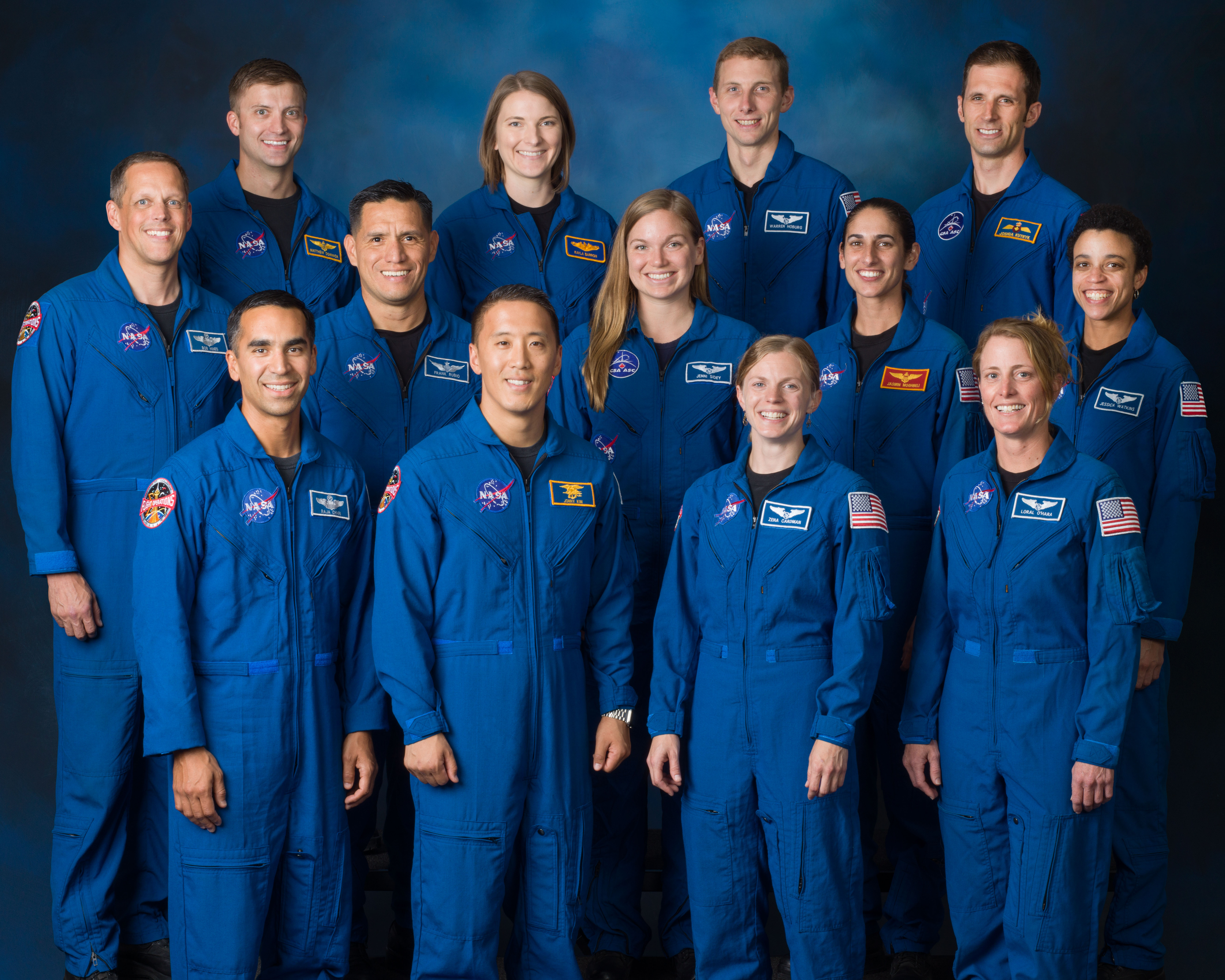
La foto ufficiale del Gruppo 22

Il NASA Astronaut Group 22 (The Turtles) è il 22º gruppo di selezione di astronauti della NASA. La NASA ha accettato le candidature per la selezione da dicembre 2015 fino a febbraio 2016, ricevendone oltre 18 300, il numero più elevato tra tutti i 22 gruppi di selezione. I nomi dei 12 candidati astronauti (ASCAN) sono stati annunciati durante la conferenza del 7 giugno 2017 al Johnson Space Center con la presenza del Vice presidente degli Stati Uniti Mike Pence. Il 1º luglio 2017 l'Agenzia spaziale canadese ha annunciato due nuovi candidati astronauti canadesi che si uniranno ai loro colleghi americani per l'addestramento al Johnson Space Center. Ad agosto 2018, circa a metà addestramento, Robb Kulin si è ritirato per motivi personali.
L'addestramento di base si è svolto tra agosto 2017 e gennaio 2020 ed è durato due anni e cinque mesi. Durante la cerimonia di diploma i candidati astronauti hanno ricevuto la qualifica e la spilla argentata di astronauta.

## Elenco degli astronauti

### Specialisti di Missione
- Kayla Barron[6]

SpaceX Crew-3, Specialista di Missione
Expedition 66/67, Ingegnere di volo
- Zena Cardman[7]

SpaceX Crew-9, Comandante (pianificato)
Expedition 72, Ingegnere di volo
- Raja Chari[8]

SpaceX Crew-3, Comandante
Expedition 66/67, Ingegnere di volo
- Matthew Dominick[9]

SpaceX Crew-8, Comandante
Expedition 71, Ingegnere di volo
- Bob Hines[10]

SpaceX Crew-4, Pilota
Expedition 67, Ingegnere di volo
- Warren Hoburg[11]

SpaceX Crew-6, Pilota
Expedition 69, Ingegnere di volo
- Jonny Kim[12]

- Robb Kulin (Ritirato)[13]

- Jasmin Moghbeli[14]

SpaceX Crew-7, Comandante
Expedition 69/70, Ingegnere di volo
- Loral O'Hara[15]

Sojuz MS-24, Ingegnere di volo
Expedition 70, Ingegnere di volo
- Francisco Rubio[16]

Sojuz MS-22, Ingegnere di volo
Expedition 68/69, Ingegnere di volo
- Jessica Watkins[17]

SpaceX Crew-4, Specialista di Missione
Expedition 67, Ingegnere di volo

### Specialisti di Missione internazionali
- Jennifer Sidey

- Joshua Kutryk

Starliner-1 (pianificato)